# Peñaherrera (Cotacachi)
Peñaherrera es una parroquia perteneciente al cantón de Cotacachi ubicada en la zona de Intag, en la provincia de Imbabura, Ecuador.

## Historia
Fue creada el 13 de agosto de 1920 y tanto el poblado antiguo como el nuevo están ubicados en la cresta de la montaña. Es una progresista parroquia dotada de casi todos los servicios básicos. En las cercanías se encuentran los caseríos Cristal y Pueblo Viejo. La 
producción agrícola y maderera es similar a las del resto de las poblaciones de la bella zona de Intag.

## Nangulví
En la región de Intag, cerca a la parroquia de Apuela se encuentra el Balneario de Nangulví. Es el balneario más importante de la provincia. Este sitio cuenta con servicio de hospedaje, y se disfruta de la bondad de sus aguas con propiedades termo - medicinales reconocidas. Nangulví está a 1.600 m s. n. m. con una temperatura ambiental de 21,5 °C. Sus aguas que salen de la base de un gigantesco peñón llamado Gualimán – que además es un valioso sitio arqueológico – siempre 
existieron ahí en forma oculta y que al abrirse el camino, apareció el ojo de agua. El agua en el sitio donde brota tiene una temperatura de 71,5 °C. y en las piscinas, 40 °C. Las f características químicas 8 son: Hipertónica, de fuerte mineralización; clorurada sódica; sulfatada ferro alcalina: fosfato silicatada; bicarbonatada alcalina. Recomendable para la hipertensión arterial, reumatismos, gota, lesiones articulares, musculares y óseas; inflamación de vías respiratorias, del oído y otras aplicaciones. Existen cabañas para hospedaje, y sitios donde se alquila equipo para campin, rafting, senderismo, rapeling en los alrededores del río Intag, para hacer de su visita una especial aventura. Hay un servicio permanente de buses que diariamente recorren por la zona.

## Ubicación
La Parroquia de Peñaherrera se halla ubicada en la denominada Zona Subtropical de INTAG, que se extiende desde las estribaciones occidentales de la Cordillera de los Andes hasta el límite de la Provincia de Esmeraldas y Pichincha. El clima oscila entre los 20 y 25 grados centígrados.

## Límites
por el Norte cordillera de Toizan  Provincia de Esmeraldas y la Parroquia de Cuellaje; al Sur limita con las Parroquias de Vacas Galindo y García Moreno; al este limita con las Parroquias de Apuela y Vacas Galindo, al Oeste está limitada por la Parroquia de García Moreno.

## Altitud y Clima
Altitud, va desde los 1.200 metros (Nangulví) a 3.000 metros  en las pajas de oro, comuna El Cristal
El Clima es variado, va desde templado (El Cristal), Cálido húmedo (Peñaherrera y Nangulví) y Templado-húmedo (Chinipamba), Nangulvi Bajo.

## Hidrografía y Topografía
Hidrografía, Los Ríos principales de la zona son el Cristopamba que se une con el río Apuela y forman el Intag, San Pedro y Aguagrún. Además está la quebrada  de Chinipamba y la vertiente La Gracia de Dios, quebrada la Despedida.
Topografía, son importantes las Pirámides de las Tolas, Cuchilla de Santa Elena (Sector El Cristal), Gualimán, Bunquez, Mirador en Peñaherrera , Tolas en El Triunfo
Su extensión es de 122,4 km² según el INEC 2000.

## Comunidades
- Cuaraví
- Nangulví Alto
- Nangulví Bajo
- Villaflora
- El Triunfo
- Chinipamba
- Paraíso
- El Cristal
- Guaraví Alto
- La Delicia
- Mirador de las Palmas
- Monopamba

- Datos: Q20619194